# Српска Камењица
Српска Камењица (чеш. Srbská Kamenice) је насељено место са административним статусом сеоске општине (чеш. obec) у округу Дјечин, у Устечком крају, северна Бохемија, Чешка.

## Географија
Налази се на граници Чешке и Немачке, а близу је и пољска граница. Површина сеоског атра је 11,73 km². Село се налази на 50° 49’ 29’’ СГШ и 14° 20’ 21’’ ИГД. Поштански број села је 407 15. Председник села је Власта Маркова (Vlasta Marková). Село се налази на надморској висини између 204 и 239 метара.

## Историја
Српску Камењицу су почетком 11. века основали Лужички Срби који су побегли из Немачке после војног похода немачког цара Хенрика II Светог. У селу се налази барокна црква из 18. века и музеј одбрамбених грађевина Чехословачке на отвореном из 1938. године
У селу се налази црква Светог Вацлава.
Јатов авион је 27. јануара 1972. године експлодирао на 10.160 метара изнад Српске Камењице и пао. Погинуло је свих двадесет троје путника и четири од петоро чланова посаде - преживела је стјуардеса, Весна Вуловић. На 30. годишњицу несреће, 2002. године, Весна је била да посети ово место несреће.

## Становништво
Према подацима о броју становника из 2014. године насеље је имало 246 становника.
| - 1675. - 389 - 1715. - 543 - 1720. - 545 - 1730. - 572 - 1731. - 587 - 1741. - 611 - 1749. - 653 - 1760. - 705 - 1770. - 673 - 1827. - 859 - 1830. - 86 - 1848. - 934 | - 1897. - 1.036 - 1930. - 932 - 1950. - 346 - 1961. - 329 - 1970. - 273 - 1982. - 218 - 1992. - 172 - 2001. - 176 - 2003. - 201 - 2004. - 206 - 2005. - 206 - 2006. - 211 |